# Wollmar Boström
Wollmar Boström (n. 15 iunie 1878, Överselö församling⁠(d), Södermanlands län, Suedia – d. 7 noiembrie 1956, Stockholm, Suedia) a fost un jucător de tenis suedez, medaliat olimpic. A participat la două ediții ale Jocurilor Olimpice (1908, 1912) în care a câștigat o medalie de bronz.